# Kyle Edmund
Kyle Edmund (Joanesburgo, 8 de janeiro de 1995) é um tenista profissional britânico, nascido na África do Sul. Foi campeão juvenil de duplas do US Open 2012 e de Roland-Garros 2013.

## Vida Pessoal
Edmund nasceu na África do Sul, mas se mudou para a Grã-Bretanha quando tinha apenas três anos. Ele cresceu em Beverley, East Yorkshire, freqüentando a escola secundária local. Edmund pegou pela primeira vez em uma raquete e começou a jogar tênis quando tinha 10 anos, e com a idade de 13 anos, ele havia se afastado de casa para frequentar uma academia, no sul da Inglaterra, retornando para ver sua família nos fins de semana.

## Carreira

### Júnior
Edmund fez a sua primeira grande campanha no circuito júnior em 2011, quando alcançou as semifinais da chave de simples do US Open, onde foi derrotado pelo tcheco Jiří Veselý. No ano seguinte, ganhou o seu primeiro título de Grand Slam Júnior, no torneio de duplas do US Open 2012, em parceria com jogador Português Frederico Ferreira Silva. Onde os dois, depois de perder o primeiro set, viraram e derrotaram os australianos Nick Kyrgios e Jordan Thompson na final por 5-7, 6-4 e 10-6. Já em 2013, no Torneio de Roland-Garros, jogou novamente com o português Frederico Ferreira Silva e venceu seu segundo título de Grand Slam de duplas ao derrotar na final a parceria chilena formada por Christian Garín e Nicolás Jarry por duplo 6-3.

### 2012
Em outubro, Kyle Edmund conquistou seu primeiro título profissional no circuito ITF Future, ganhando seu primeiro torneio em Birmingham, Alabama, nos EUA.

### 2013
2013 foi o ano que Edmund jogou sua primeira partida em um torneio da ATP. E isso aconteceu em junho, quando ele foi premiado com uma vaga para o ATP 250 de Queen's, em Londres. Mas ele acabou perdendo para o esloveno Grega Zemlja. No entanto, em seguida, ele ganhou sua primeira partida em um torneio da ATP no ATP 250 de Eastbourne. E ela veio quando ele bateu o francês e então número 82 do mundo Kenny de Schepper. Mas em seguida, foi eliminado do torneio pelo francês Gilles Simon.
Em Wimbledon, ocorreu sua primeira aparição profissional em um torneio do Grand Slam. E ele recebeu wildcards em simples e duplas devido ao seu sucesso júnior. Em simples ele perdeu na primeira rodada para Jerzy Janowicz em três sets. Em duplas masculinas, ele se associou a Jamie Baker, mas acabou perdendo na primeira rodada para David Marrero e Andreas Seppi em três sets. Já nas duplas mistas, ele se associou com a canadense Eugenie Bouchard, mas acabou perdendo novamente na primeira rodada para Frederik Nielsen e Sofia Arvidsson, novamente em três sets.
Em dezembro, Andy Murray convidou Edmund, James Ward e Ross Hutchins para seu campo de treinamento em Miami.

### 2014
Em janeiro, Edmund recebeu sua primeira convocação para a equipe da Grã-Bretanha na Copa Davis no confronto contra os EUA, e fez parte das nomeações iniciais antes de ser substituído pelo especialista em duplas Dominic Inglot, significando assim que ele foi o primeiro jogador escolhido como reserva.
Em abril, foi anunciado que o ex-tenista profissional britânico, Greg Rusedski, tinha assumido o papel de seu treinador em tempo integral. Mas, menos de seis meses depois, Edmund dispensou Rusedski após uma sequência de cinco derrotas consecutivas em primeiras rodadas e optou por trabalhar com seu outro treinador, James Trotman.
Em novembro, Edmund chegou à sua primeira final de ATP Challenger Tour, no Keio Challenger, em Yokohama, no Japão, graças a vitórias sobre jogadores mais altos do ranking. Mas na final, o australiano John Millman acabou vencendo a partida por 6-4 e 6-4. Consequentemente, com essa campanha, Edmund entrou no top 200 mundial.
Em dezembro, Edmund e James Ward novamente ficaram com Andy Murray em seu campo de treinamento em Miami por duas semanas e meia.

### 2015
Edmund começou a temporada de 2015, disputando o torneio qualificatório do Open da Austrália. E durante o quali ele derrotou Tristan Lamasine da França e Austin Krajicek dos EUA para chegar à fase final das eliminatórias, onde enfrentou o australiano Dane Propoggia. E ele derrotou Propoggia em três sets e se qualificou para a chave principal de um torneio de Grand Slam pela primeira vez, e fez assim a sua primeira aparição em um grande torneio, além de Wimbledon. Mas, na primeira rodada da chave principal da competição, Edmund enfrentou Steve Johnson dos EUA e perdeu para o norte-americano em três sets.
Na semana seguinte, Ele alcançou à final do Hong Kong Challenger, em Hong Kong, onde derrotou o N°. 94 do mundo Tatsuma Ito do Japão na final e conquistou seu primeiro título ATP Challenger Tour na carreira sem perder nenhum set. Com o resultado, Edmund entrou para o top 150 mundial pela primeira vez, chegando a 148 do mundo. Na semana seguinte, Edmund chegou às quartas de final do Challenger Burnie Internacional, perdendo em dois sets para o futuro campeão Chung Hyeon. Na sequência, Edmund continuou a subir no ranking, alcançando o N°. 121 do mundo em 18 de maio devido ao seu sucesso em torneios de nível Challenger.
Em maio, após três rodadas de qualificatório, Edmund chegou à chave principal do Aberto da França pela primeira vez em sua carreira. E na primeira rodada, ele enfrentou o francês Stephane Robert, e cravou a sua primeira vitória nível Grand Slam, bem como a sua primeira vitória em um jogo de cinco sets. Na sequência, ele enfrentaria o australiano Nick Kyrgios na segunda rodada, mas foi forçado a se retirar do torneio devido encontrar-se com problemas estomacais. Mas mesmo eliminado, por ter ganho na primeira rodada, Edmund chegou ao número 101 do ranking mundial.
Posteriormente, Edmund recebeu um wildcard e disputou o tradicional Torneio de Wimbledon, mas ele foi batido na primeira rodada em três sets pelo ucraniano Alexandr Dolgopolov. Já no final de julho, Edmund ganhou o título do Binghamton Challenger, nos EUA, depois de derrotar na final o norte-americano Bjorn Fratangelo por dois sets a zero e pelas parciais de 6-2 e 6-3 em 66 minutos.
Na sequência, em meados de setembro, Edmund foi anunciado para fazer parte da equipe da Grã-Bretanha que enfrentaria a Austrália na semifinal da Copa Davis. No entanto Edmund, inicialmente esperado para ser o número 2 do time, sofreu uma queda e torceu o tornozelo direito. Mas mesmo assim, a Grã-Bretanha venceu por 3 a 2 e alcançou a final da Copa Davis pela primeira vez desde 1978. Em seguida, Edmund rompeu com o seu treinador James Trotman, apenas cinco semanas antes da final da Copa Davis.
Em novembro, aos 20 anos de idade e então 110º do mundo, Edmund conquistou o título do Challenger de Buenos Aires, na Argentina, ao bater na final o argentino Carlos Berlocq, então 127º no ranking, por 6/0 e 6/4 . Com a conquista Edmund entrou no top 100 mundial e foi escalado para fazer parte da equipe da Grã-Bretanha que enfrentaria a Bélgica na final da Copa Davis. E Edmund fez sua estreia na Copa Davis no final de 2015 contra a Bélgica em Ghent, jogando a primeira partida de simples da decisão contra o belga e então número 16 do mundo David Goffin. E durante a partida, Edmund chegou a vencer os dois primeiros sets, mas acabou levando a virada e perdendo no 5 set pelas parciais de 6-3 , 6-1, 2-6, 1-6 e 0-6. Mesmo derrotado, Edmund se tornou apenas o sexto homem na história da Copa Davis a fazer sua estreia na competição na final da mesma e o primeiro atleta a estrear na Copa Davis em uma final desde 2003, quando o espanhol Feliciano López passou pela mesma situação. Já a Grã-Bretanha conseguiu superar sua derrota e venceu o confronto por 3 a 1, e ganhou a Copa Davis pela primeira vez desde 1936.
Uma semana depois de se ter sagrado campeão da Copa Davis pela Grã-Bretanha, naquela que foi a sua primeira aparição na competição por seleções, Edmund foi convidado a participar do torneio inaugural Tie Break Tens, no Royal Albert Hall, em Londres, com Andy Murray, Tim Henman, David Ferrer, John McEnroe e Xavier Malisse. E durante o torneio, Edmund perdeu para Andy Murray e venceu David Ferrer na fase de grupos, conseguindo assim a classificação para a semifinal, onde venceu o belga Xavier Malisse e avançou à decisão. Na final, então com apenas 20 anos e 102.º do ranking, derrotou o seu compatriota e companheiro da Davis, Andy Murray, por 10-7, com quem tinha, até, perdido na fase de grupos. Um triunfo que lhe valeu a quantia de 250 mil dólares (cerca de 230 mil euros), mais de metade do que ganhou durante toda a temporada – 205.654 dólares (cerca de 190 mil euros).

## ATP Challenger finais

### Simples: 9 (6–3)
| Legenda                    |
| -------------------------- |
| ATP Challenger Tour (1–1)  |
| ITF Futures Circuito (5-2) |

| Resultado | N. | Data              | Torneio                         | Piso   | Oponente           | Placar              |
| --------- | -- | ----------------- | ------------------------------- | ------ | ------------------ | ------------------- |
| Campeão   | 1. | 28 Outubro 2012   | Birmingham, EUA                 | Saibro | Chase Buchanan     | 7–6(7–2), 2–6, 6–4  |
| Vice      | 1. | 11 Novembro 2012  | Niceville, USA                  | Saibro | Chase Buchanan     | 6–3, 6–7(4–7), 5–7  |
| Campeão   | 2. | 5 Maio 2013       | Orange Park, EUA                | Saibro | Carsten Ball       | 6–3, 6–2            |
| Campeão   | 3. | 10 Agosto 2013    | Bolzano, Itália                 | Saibro | Gianluca Naso      | 6–3, 6–2            |
| Campeão   | 4. | 19 Janeiro 2014   | Sunrise, USA                    | Saibro | Yoshihito Nishioka | 6–0, 6–3            |
| Vice      | 2. | 26 Janeiro 2014   | Weston, EUA                     | Saibro | Victor Crivoi      | 7–6 (7–2), 5–7, 0–6 |
| Campeão   | 5. | 10 Fevereiro 2014 | Zagreb, Croácia                 | Duro   | Filip Veger        | 6–2, 7–5            |
| Vice      | 3. | 16 Novembro 2014  | Keio Challenger, Japão          | Duro   | John Millman       | 4–6, 4–6            |
| Campeão   | 6. | 1 Fevereiro 2015  | Hong Kong Challenger, Hong Kong | Duro   | Tatsuma Ito        | 6–1, 6–2            |

### Junior Grand Slam finais

#### Finais: 2 (2 títulos)
| Resultado | Ano  | Campeonato    | Piso   | Parceiro                 | Oponente                      | Placar           |
| --------- | ---- | ------------- | ------ | ------------------------ | ----------------------------- | ---------------- |
| Campeão   | 2012 | US Open       | Duro   | Frederico Ferreira Silva | Nick Kyrgios Jordan Thompson  | 5–7, 6–4, [10–6] |
| Winner    | 2013 | Roland Garros | Saibro | Frederico Ferreira Silva | Christian Garín Nicolás Jarry | 6–3, 6–3         |